# Cottus paulus
The pygmy sculpin, Cottus paulus, là một loài cá thuộc họ Cottidae. Nó là loài đặc hữu của Hoa Kỳ.